# Рингвасьоя
Рингвасьоя (на норвежки: Ringvassǿy) е остров в Норвежко море, край северозападното крайбрежие на Скандинавския полуостров, част от територията на Норвегия – фюлке (област) Тромс. Площ 656 km².
На юг протока Гретсун го отделя от континента, на изток и на югозапад тесни протоци го отделят съответно от островите Рейньоя и Сьор Квальоя, а на север протока Хелгьосун – от малките острови Ваньоя, Нур Квальоя и Рибенесьоя. Бреговете му са предимно скалисти, на север силно разчленени от фиорди. Релефът е основно хълмист и нископланински с максимална височина връх Солтиндан 1051 m, издигащ се в югоизточната му част. Изграден е главно от гранити. В централната част на острова е разположено езерото Скугсфьордватнет (13,6 km²) най-голямото островно езеро на Норвегия. Климатът е умерен, морски. Средна януарска температура около 0°С, средна юлска около 12°С, годишна сума на валежите над 1000 mm. Големи участъци са заети от пасища и тундрова растителност. Населението е е два 1266 души (2008 г.), групирано е в няколко малки рибарски селища (най-голямо Ханснес) и се занимава предимно с морски риболов (селда, нреска). На север чрез тунела Квалсунет с остров Сьор Квальоя.